# Krajský přebor – Gottwaldov 1952
Krajský přebor – Gottwaldov 1952 byl jednou z 21 skupin 2. nejvyšší fotbalové soutěže v Československu. V soutěži se utkalo 12 týmů každý s každým dvoukolovým systémem jaro-podzim. 

## Konečná tabulka
| Poř. | Tým                          | Z  | V  | R | P  | VG  | OG | B  |
| ---- | ---------------------------- | -- | -- | - | -- | --- | -- | -- |
| 1.   | Sokol Svit I. Gottwaldov     | 22 | 20 | 1 | 1  | 107 | 17 | 41 |
| 2.   | Svit Otrokovice              | 22 | 12 | 5 | 5  | 58  | 24 | 29 |
| 3.   | Svit Letná Gottwaldov        | 22 | 10 | 4 | 8  | 51  | 44 | 24 |
| 4.   | ZSJ Nafta Hodonín            | 22 | 9  | 4 | 9  | 62  | 58 | 22 |
| 5.   | DSO Jiskra Staré Město       | 22 | 9  | 4 | 9  | 64  | 64 | 22 |
| 6.   | ZSJ Doly Ratíškovice         | 22 | 9  | 4 | 9  | 60  | 62 | 22 |
| 7.   | ZSJ JMA Hodonín              | 22 | 7  | 7 | 8  | 42  | 55 | 21 |
| 8.   | ZSJ Svit Podvesná Gottwaldov | 22 | 9  | 2 | 11 | 27  | 45 | 20 |
| 9.   | ZK Fatra Napajedla           | 22 | 7  | 4 | 11 | 43  | 76 | 18 |
| 10.  | Sokol Valašské Meziříčí      | 22 | 8  | 1 | 13 | 51  | 69 | 17 |
| 11.  | ZSJ ZPS Hulín                | 22 | 6  | 4 | 12 | 41  | 65 | 16 |
| 12.  | ZPS Uherský Brod             | 22 | 3  | 3 | 16 | 35  | 72 | 9  |

Poznámky:
- Z = Odehrané zápasy; V = Vítězství; R = Remízy; P = Prohry; VG = Vstřelené góly; OG = Obdržené góly; B = Body;